# Vincent Martella

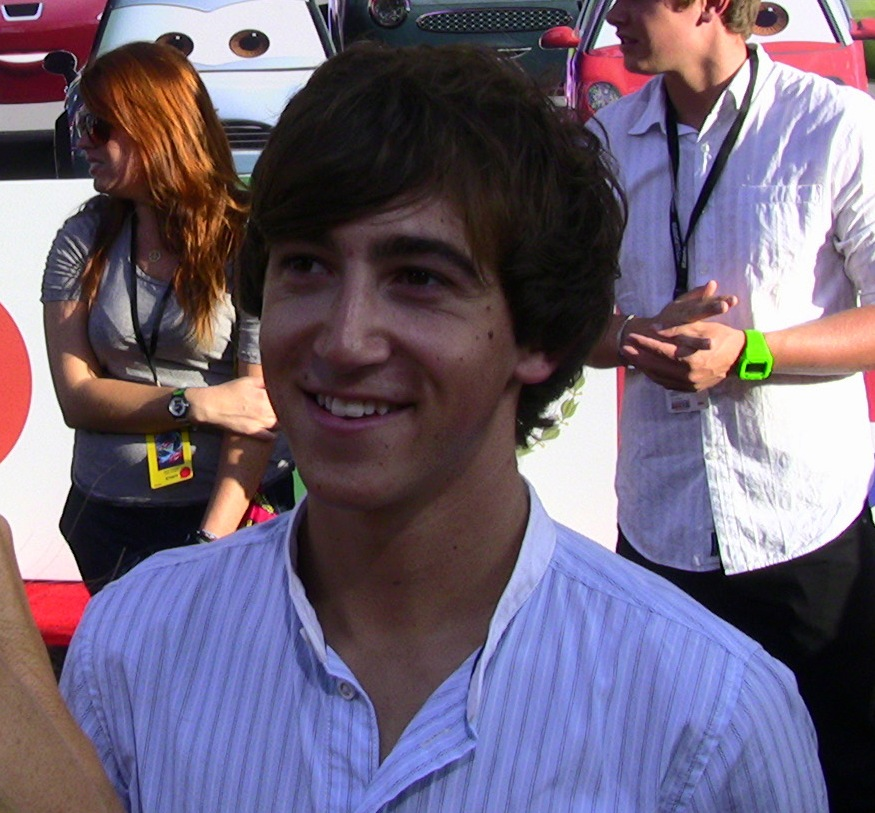
Vincent Martella (2011)

Vincent Michael Martella (ur. 15 października 1992 w Rochester) – amerykański aktor młodzieżowy. Występował w roli Fineasza Flynna w serialu Fineasz i Ferb oraz Grega Wuligera w serialu Wszyscy nienawidzą Chrisa.

## Filmografia
| Filmy          | Filmy                                         | Filmy            | Filmy                                                               |
| Rok            | Tytuł                                         | Rola             | Notatki                                                             |
| -------------- | --------------------------------------------- | ---------------- | ------------------------------------------------------------------- |
| 2005           | Deuce Bigalow: Boski żigolo w Europie         | Billy            |                                                                     |
| 2008           | Role Models                                   | Artonius Kuzzik  |                                                                     |
| 2008           | Baitshop                                      | Scott            |                                                                     |
| 2010           | Batman: Under the Red Hood                    | Jason Todd/Robin |                                                                     |
| 2011           | Phineas and Ferb: Across the Second Dimension | Fineasz Flynn    | Głos; film od serialu Fineasz i Ferb; Disney Channel Original Movie |
| 2011           | Upin & Ipin: Angkasa                          | Mail             |                                                                     |
| Seriale        |                                               |                  |                                                                     |
| Rok            | Tytuł                                         | Rola             | Notatki                                                             |
| 2004           | Upin & Ipin: Angkasa                          | Robin            |                                                                     |
| 2004 – 2005    | Szkolny poradnik przetrwania                  | The Scoop        |                                                                     |
| 2005 – 2009    | Wszyscy nienawidzą Chrisa                     | Greg Wuliger     | Rola główna                                                         |
| 2005           | Oczytana                                      | Owen             |                                                                     |
| 2007           | Can You Dig It                                | Barry            |                                                                     |
| 2007 – obecnie | Fineasz i Ferb                                | Fineasz Flynn    | Główna rola; głos                                                   |
| 2010           | The Amazing Kids                              | T.J Palmer       | Główna rola                                                         |
| Gry video      |                                               |                  |                                                                     |
| Rok            | Tytuł                                         | Rola             | Notatki                                                             |
| 2009           | Fineasz i Ferb                                | Fineasz Flynn    | Pierwsza gra tego serialu; głos                                     |
| 2010           | Mischief City                                 | Winch            | Głos                                                                |
| 2010           | DC Universe Online                            | Tim Drake/Robin  | Głos                                                                |
| 2010           | Phineas and Ferb: Ride Again                  | Fineasz Flynn    | Druga gra tego serialu; głos                                        |
| 2010           | Final Fantasy XIII                            | Hope Estheim     | Głos                                                                |